# Basketball (The Office)
"Basketball" é o quinto e penúltimo episódio da primeira temporada da série de televisão estadunidense The Office. A gravação foi ao ar em 19 de abril de 2005 nos Estados Unidos pela NBC. Foi escrito e dirigido por Greg Daniels, marcando seu primeiro roteiro solo e primeira vez dirigindo o programa. Também marca a primeira aparição do comediante Patrice O'Neal.
Neste episódio, Michael Scott (interpretado por Steve Carell) e a equipe do escritório enfrentam os trabalhadores do depósito em um jogo de basquete. Foi inspirado em uma cena deletada do piloto, onde Michael fala sobre o esporte. As cenas do jogo foram filmadas em dois dias e posteriormente unidas para dar o efeito de uma disputa contínua. Várias falas do episódio se tornaram favoritas do elenco. "Basketball" foi visto por cerca de 5,0 milhões de telespectadores e recebeu uma classificação de 2,4/6% na faixa etária entre 18 e 49 anos, além de receber críticas positivas.

## Sinopse
Os funcionários do escritório enfrentam os do depósito em um jogo de basquete e os perdedores terão que trabalhar no sábado. Para seu time, Michael Scott escolhe Jim Halpert, Ryan Howard e Stanley Hudson, acreditando que esse último possui habilidades significativas no esporte com base em um estereótipo racial. Também escolhe relutantemente Dwight Schrute e Phyllis Lapin. Pam Beesly tem planos para um passeio no lago com seu noivo Roy no sábado. Jim, brincando, propõe a Pam que, se a equipe do escritório vencer, ele reivindicará o encontro.
O jogo começa e Stanley prova ser um jogador horrível. Ao obter a posse da bola, Michael zomba e provoca seus adversários, o que resulta em Roy tomando a bola e fazendo ponto. Apesar disso, o gerente regional atribui o placar ruim à inépcia dos companheiros. Levando a sério sua aposta com Pam, Jim joga agressivamente contra Roy e mostra sua habilidade na partida, com ela o observando. Michael é acidentalmente atingido no rosto, interrompe o jogo e declara o escritório vencedor, pois eles estavam ganhando quando a falta ocorreu. O depósito considera a decisão injusta e ele cede à pressão, concedendo a vitória ao pessoal do depósito. Enquanto todos voltam ao trabalho, Kevin demonstra suas excelentes habilidades.
Michael, diante da necessidade de assumir a culpa pela perda, diz ao pessoal do escritório que eles também não precisam comparecer no sábado, argumentando que um dia adicional não poderia impedir a demissão de funcionários. A fala causa temor em toda equipe.

## Produção

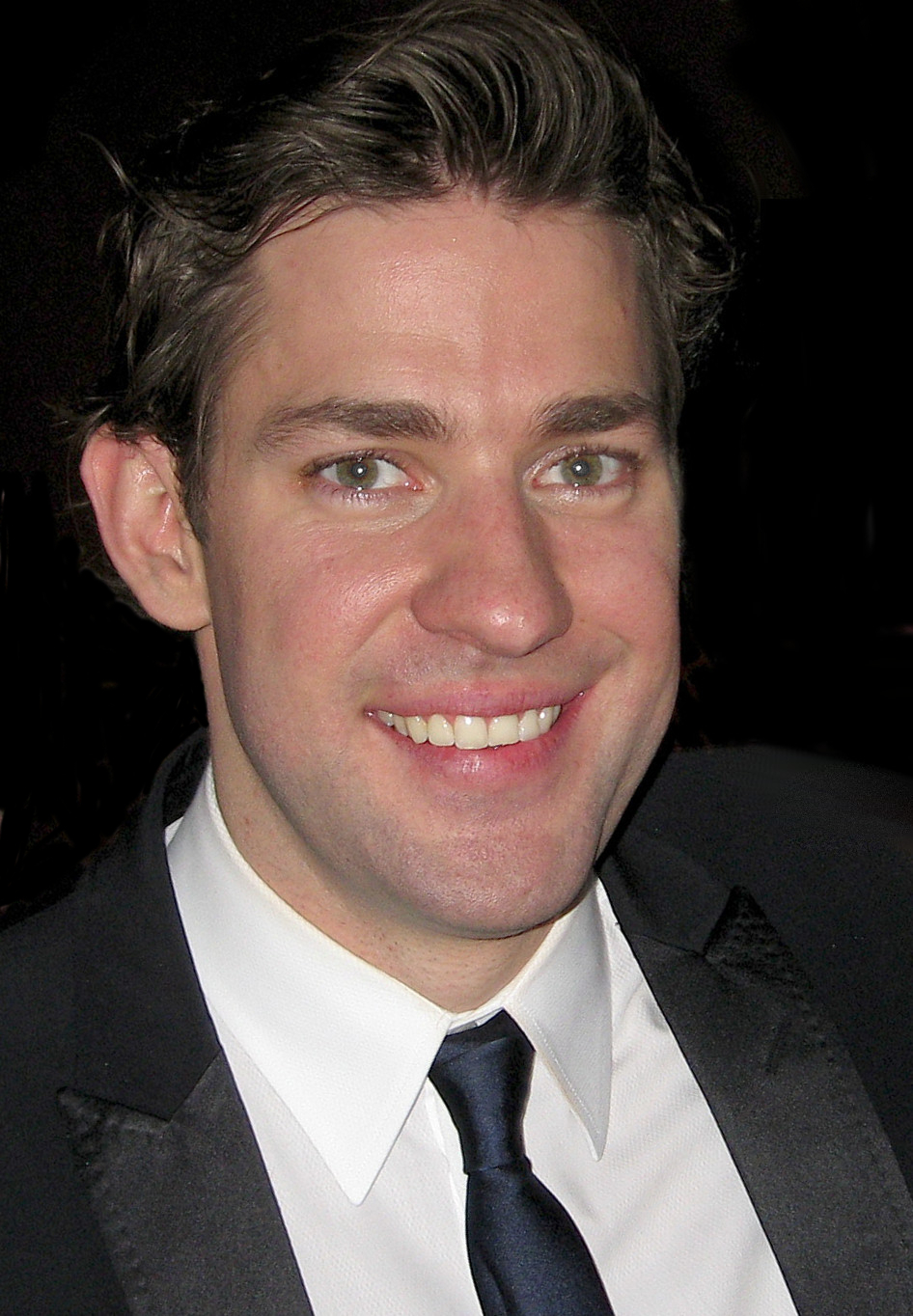
John Krasinski, um ex-jogador de basquete do ensino médio, realizou todas as suas próprias jogadas no episódio.

"Basketball" foi escrito e dirigido pelo produtor Greg Daniels. Embora tenha criado o roteiro, Daniels não estava originalmente escalado para dirigir "Basketball". Rainn Wilson comentou que realmente pressionou ele para assumir a ocupação. John Krasinski parabenizou Daniels por ser o primeiro roteirista a "tirar [os personagens] do escritório". Daniels disse mais tarde que sua cena favorita foi quando Michael passeia com Ryan pelo depósito. Ao todo, a gravação original teve 40 minutos de duração. Durante os comentários, Steve Carell argumentou que a versão estadunidense de The Office era mais difícil de filmar porque a versão britânica tinha 29 minutos de duração, enquanto a versão dos EUA poderia durar apenas 22 minutos.
A inspiração para o episódio foi uma cena deletada do piloto, onde Michael fala sobre um jogo de basquete. As filmagens do elenco jogando foram realizadas em dois dias, com três membros da equipe espalhando suor falso em seus rostos, cabelos e roupas. As tomadas foram então unidas para fazer parecer que apenas uma partida havia acontecido. A NBC estava preocupada com a gravação porque vários de seus outros pilotos apresentavam basquete. A rede colocou muita pressão sobre o elenco e a equipe técnica para fazer o episódio parecer "tão realista quanto possível". Donald Lee Harris projetou o depósito, que Krasinski descreveu como "incrível" e "detalhado".
Vários atores tinham experiência no esporte, como Krasinski, que jogava no ensino médio. Brian Baumgartner, que interpreta Kevin, conseguiu acertar quatorze lances livres consecutivos, dos quais vários foram incluídos no episódio final. Steve Carell revelou mais tarde que não possui habilidades reais no basquete e, durante a gravação, "simplesmente fui ruim". No entanto, disse que iria "arrasar" em um próximo episódio de hóquei no gelo. Ele provavelmente estava se referindo a uma cena que nunca foi ao ar, já que o único episódio de hóquei, "Threat Level Midnight", foi exibido cinco anos depois dessa declaração, embora uma cena ambientada em uma pista de patinação tenha aparecido na 2ª temporada.
"Basketball" continha várias falas que se tornaram favoritas do elenco. Declarações de Michael, como "abençoados sejam aqueles que sentam e esperam", foram descritas por Wilson como confusas e bíblicas. A frase "tente não ser muito gay na quadra" foi improvisada por Carell e a reação de Krasinski foi real. As expressões de Phyllis Smith ao desgosto de Michael com a ideia dela ser líder de torcida foi encenada.

## Recepção

### Audiência
Em sua transmissão original em 19 de abril de 2005, "Basketball" foi visto por cerca de 5,0 milhões de telespectadores e recebeu uma classificação de 2,4/6% entre pessoas de 18 a 49 anos. Isto significa que foi visto por 2,4% de todas as pessoas nessa faixa etária e por 6% de todas essas que assistiam televisão no momento da transmissão. O episódio, que foi ao ar após Scrubs, manteve 92% de seu público inicial.

### Críticos
O episódio recebeu críticas moderadamente positivas. Travis Fickett do IGN retroativamente concedeu a ele uma nota 7,5 de 10, o que significa uma avaliação "boa". Fickett comentou que "Basketball" era estilisticamente diferente da maioria dos outros episódios, apontando para a falta de uma subtrama e a caracterização de Michael Scott. Fickett destacou o momento em que Michael feriu os sentimentos de Phyllis ao dizer que ela não poderia jogar basquete, escrevendo: "O momento é jogado de forma direta — e parece mais realista e desconfortável — e, dessa forma, o programa se inclina mais para a sensação da série do Reino Unido. É um ótimo momento, mas parece um programa diferente". No geral, ele escreveu que, "ainda há muitas coisas engraçadas, mas de muitas maneiras, este episódio sugere como seria a série se tivesse tomado uma direção ligeiramente diferente em termos de tom e estilo". Miss Alli da Television Without Pity deu ao episódio um "A−". Jenna Mullins da E! News referiu-se a "Basketball" como seu "episódio favorito de todos os tempos de The Office" em um artigo sobre a saída de Steve Carell.
No entanto, nem todas as críticas foram positivas. Erik Adams da A.V. Club concedeu ao episódio um "C+" e criticou fortemente a caracterização de Michael. Em grande parte, ele sentiu que as ações do gerente regional o fizeram parecer um idiota, enquanto a série tentava mostrar que ele "não é um idiota completo". Adams observou que Michael "poderia realmente forçar Darryl e sua equipe a trabalhar aos sábados e ele realmente poderia demiti-los por vencerem o jogo de basquete. Mas isso seria um abuso escandaloso de poder, o que não é engraçado". No final das contas, ele argumentou que as cenas de basquete duraram muito; argumentou que o "episódio demorou muito para ir ao ar e é óbvio onde as cenas de basquete eliminaram outros tópicos do episódio".